# Byšta
Byšta este o comună slovacă, aflată în districtul Trebišov din regiunea Košice. Localitatea se află la altitudinea de 279 m deasupra n.m., se întinde pe o suprafață de 11,52 km2 și în 2017 număra 159 de locuitori.

## Istoric
Localitatea Byšta este atestată documentar din 1270.

## Demografie
| An:                | 1994 | 2004    | 2014   | 2024 |
| ------------------ | ---- | ------- | ------ | ---- |
| Număr de persoane: | 184  | 157     | 150    | 138  |
| Diferență:         |      | −14,67% | −4,45% | −8%  |

| An:                | 2023 | 2024   |
| ------------------ | ---- | ------ |
| Număr de persoane: | 139  | 138    |
| Diferență:         |      | −0,71% |